# Alfa Camelopardalis
Alfa Camelopardalis (α Cam / 9 Camelopardalis / HD 30614) es la tercera estrella más brillante de la constelación de Camelopardalis —la jirafa—, tras β Camelopardalis y CS Camelopardalis, con magnitud aparente +4,26. Es una estrella muy alejada del sistema solar, de cuya distancia no existe una medida precisa. Si, como tradicionalmente se ha considerado, Alfa Camelopardalis es una estrella fugitiva del cúmulo NGC 1502, se encontraría a unos 3200 años luz; sin embargo, la distancia obtenida a partir de la paralaje medida por el satélite Hipparcos, conduce a un valor mucho mayor, en torno a 7000 años luz. 
Alfa Camelopardalis es una supergigante azul de tipo espectral O9.5Iae. Es una estrella muy caliente, con una temperatura superficial de 30.000 K. Considerando 3200 años luz la distancia que nos separa de ella, su luminosidad —incluida la energía radiada en el ultravioleta— es equivalente a 676.000 soles, siendo una de las estrellas más luminosas de la Vía Láctea.
Pierde masa estelar a razón de 6 millonésimas de la masa solar cada año.
Tiene una masa estimada de 38 masas solares —otras fuentes señalan una masa entre 25 y 30 veces la del Sol—, siendo su destino último acabar sus días explotando como una brillante supernova.